# چهش
چهش یکی از روستاهای بخش عمارلو از توابع شهرستان رودبار استان گیلان می‌باشد. در گذشته به آن سیبن سفلی نیز می‌گفتند و به همین دلیل نیز قرابت زیادی بین خانواده‌های روستای سیبن و چهش وجود دارد. دلیل نامگذاری آن به این اسم به درستی مشخص نیست. گویش مردم روستا کرمانجی بوده و کسب و کار آنها اغلب کشاورزی و دامداری می‌باشد.

در مورد مبدا پیدایش روستا به نظر می‌رسد که حدود بیشتر از ۱۰۰ سال نباشد چرا که رابینیوی فرانسوی در کتاب گیلان خود که در سال ۱۹۰۶-۱۹۱۲ نگارش کرده‌است نامی از این روستا نبرده‌است. آن چه که مسلم است این است که ساکنان اولیه آن از اولاد ساکنان سیبن بودند که در حدود ۳ کیلومتری شمال چهش واقع می‌باشد. و به همین خاطر نیز اوایل آن را سیبن سفلی می‌نامیدند.
در زلزله سال ۱۳۶۹ رودبار و منجیل این روستا به کلی تخریب شد و به دلیل رانشی بودن زمین آن مسئولین وقت تصمیم گرفتند که مکان آن را به مکان فعلی آن که تمرک می‌باشد انتقال دهند. تمرک یا تخت تیمور در غرب چهش قرار دارد. با این حال ساکنان زیادی هنوز در مکان قبلی سکنی دارند.

!! LTE ®
21:38
• Safari
& Back
Lines 1 - 4
جهش يكى از روستاهاى بخش عمارلو از توابع شهرستان رودبار استان كيلان مى باشد. در كذشته به آن سيبن سفلا نيز مى كفتند و به همين دليل نيز قرابت زيادى بين خانواده هاى روستاى سيبن و جهش وجود دارد. دليل نامكذارى آن به اين اسم به درستى مشخص نيست. كويش مردم روستا كردى كرمانج
بوده وكسب وكار آنها اغلب كشاورزى و دامدارى مى
باشد.
در مورد مبدا پيدايش روستا به نظر مى رسد كه حدود بيشتر از 100 سال نباشد جرا كه رابينيوى فرانسوى در كتاب كيلان خود كه در سال 1906-1912 نكَارش كرده است نامى از اين روستا نبرده است. آن جه كه مسلم است اين است كه ساكنان اوليه آن از اولاد ساكنان سيبن بودند كه در حدود 3 كيلومترى شمال جهش واقع مى باشد. وبه همين خاطر نيز اوايل آن را سيبن سفلى مى ناميدند.
در زلزله سال 1369 رودبار و منجيل اين روستا به كلى تخريب شد وبه دليل رانشى بودن زمين آن مسئولين وقت تصميم كرفتند كه مكان آن را به مكان فعلى آن كه تمرى مى باشد انتقال دهند. تمرك يا تخت تيمور در غرب جهش قرار دارد. با اين حال ساكنان زيادى هنوز در مكان قبلى سكنى دارند.
در مورد مبدا پيدايش روستا به نظر مى رسد كه حدود بيشتر از 100 سال نباشد جراكه رابينيوى فرانسوى در كتاب كيلان خود كه در سال 1906-1912 نكَارش كرده است نامى از اين روستا نبرده است. آن جه كه مسلم است اين است كه ساكنان اوليه آن از اولاد ساكنان سيبن بودند كه در حدود 3 كيلومترى شمال جهش واقع مى باشد. وبه همين خاطر نيز اوايل آن را سيبن سفلى مى ناميدند.
در زلزله سال 1369 رودبار و منجيل اين روستا به كلى تخريب شد وبه دليل رانشى بودن زمين آن مسئولين وقت تصميم كرفتند كه مكان آن را به مكان فعلى آن كه تمرك مى باشد انتقال دهند. تمرك يا تخت تيمور در غرب جهش قرار دارد. با اين حال ساكنان زيادى هنوز در مكان قبلى سكنى دارند.
از طوايف عمده اين روستا مى توان به خانواده هاى رضائى زاده، طالب زاده، حسين زاده، باروتكوبيان، قهرمانى و ...
نام برد. از ميان اين خانواده ها اصالت طايفه قهرمانى به تركها برمى كردد.